# Collegium Civitas
Collegium Civitas là một trường đại học ở Warsaw, thủ đô của Ba Lan. Nó được thành lập dưới sự bảo trợ của năm Viện thuộc Viện Hàn lâm Khoa học Ba Lan vào năm 1997 và đã dựa rất nhiều vào truyền thống giảng dạy và nghiên cứu của các tổ chức nổi tiếng này. Nó mở ra cho những phát minh mới trong giáo dục đại học: phương pháp liên ngành, quan hệ giảng viên-sinh viên gần gũi hơn, chương trình du học, thực tập, và khuyến khích và giám sát các dự án nghiên cứu cá nhân của sinh viên.
Trường đại học chính thức có quyền cấp bằng thạc sĩ và cử nhân về Quan hệ quốc tế, Khoa học chính trị và Xã hội học. Gần đây, nó cũng đã nhận được quyền cấp bằng tiến sĩ chuyên ngành Xã hội học.

## Giảng viên đáng chú ý
- Wojciech Roszkowski
- Jacek Saryusz-Wolski
- Edmund Wnuk-Lipiński
- Krzysztof Zanussi
- Bronisław Komorowski
- Rafał Trzaskowski
- Jacek Żakowski

## Vị trí
Trường nằm ở trung tâm Warsaw, trong Cung điện Văn hóa và Khoa học.

## Các chương trình bằng tiếng Anh
- Cử nhân 3 năm về Quan hệ quốc tế
- Cử nhân 3 năm về Khoa học Chính trị
- Thạc sĩ Quan hệ quốc tế 2 năm
- Thạc sĩ 2 năm về Khoa học Chính trị
- Cử nhân 3 năm về Nghiên cứu Hoa Kỳ
- Tiến sĩ xã hội học

## Các chương trình bằng tiếng Ba Lan
- Cử nhân 3 năm về Quan hệ quốc tế
- Cử nhân 3 năm về Khoa học Chính trị
- Cử nhân Xã hội học 3 năm
- Thạc sĩ Quan hệ quốc tế 2 năm
- Thạc sĩ 2 năm về Khoa học Chính trị
- Thạc sĩ Xã hội học 2 năm
- Tiến sĩ Xã hội học
- Tiến sĩ Quan hệ quốc tế 4 năm 
(được cung cấp bởi Collegium civitas và Viện nghiên cứu chính trị tại Viện hàn lâm khoa học Ba Lan)
- Tiến sĩ 4 năm về ngôn ngữ và văn học Slavonic 
(được cung cấp bởi Collegium Civilitas và Viện Ngôn ngữ Slavonic tại Viện Hàn lâm Khoa học Ba Lan)